# 詹怡嘉
詹怡嘉（Yi-Chia Gigi Chan），台灣女高音聲樂家。

## 生平
詹怡嘉出生於臺北市。她和姊姊詹怡宜皆從小學音樂。她就讀國立臺灣師範大學音樂系聲樂組，受李靜美指導，並於1991年以第一名畢業。
2014年，她成立女聲團體「非非藝術團隊」。
2011年起，她在台北都會音樂台（Bravo FM93.1）主持《愛的故事》。

## 專輯
- 《巴哈：清唱劇》（2005；2007再版）
- 《我渴望你 Je te veux》（2007）
- 《旅行家》（2008）
- 《愛上義大利 Innamorata dell'Italia》（2009）
- 《愛上義大利Ⅱ Sempre più innamorata dell'Italia》（2010）
- 《唯有耶穌 Give me Jesus》（2011）

## 獲獎
| 獎項       | 年份 | 類別                 | 作品                       | 結果 |
| ---------- | ---- | -------------------- | -------------------------- | ---- |
| 金曲獎     | 2006 | 最佳演唱獎           | 《巴哈清唱劇選曲》         | 提名 |
| 傳藝金曲獎 | 2012 | 最佳演唱獎           | 《唯有耶穌 Give Me Jesus》 | 提名 |
| 廣播金鐘獎 | 2016 | 流行音樂節目獎       | 《愛的故事》               | 提名 |
| 廣播金鐘獎 | 2016 | 流行音樂節目主持人獎 | 《愛的故事》               | 提名 |

## 外部連結
- 詹怡嘉的Facebook專頁
- 詹怡嘉 （页面存档备份，存于） 斐亞文化藝術